# Államkincstár
Az államkincstár  a kincstár,  állampénztár mint jogi személy modern elnevezése.   
Az államkincstár elnevezésére egykor használatos fiskus szót ma már nem használják, csak az ebből képzett fiskális szót, mépedig a kormány állami költségvetéssel összefüggő gazdaságpolitikájának illetve döntéseinek jelzőjeként (pl. fiskális politika, fiskális döntés vagy fiskális szemlélet).

## Története

### Az aerarium
Az aerarium az ókori római államkincstár neve volt. Ide folytak be a különböző adók, illetve innen fedezték a rendszeres kiadásokat. Több részéből a szűkebb értelemben vett államkincstár az aerarium populi Romani volt.

### A fiscus szó eredete
A latin fiscus (kosár) szóból ered. A római jogban fiscuson azt a vagyont értették, amely hivatali hatalmánál fogva a császárt illette meg  és amely felől  – a comitiáktól és a senatustól függetlenül –  a császár úgy rendelkezhetett, mintha  ezek a vagyontárgyak  a császár magánvagyonához tartoztak volna. Ezeket a vagyontárgyakat mégis megkülönböztette a császár magánvagyonától, hogy a fiscus a trónutódra, míg a császár magánvagyona a végrendeleti vagy a törvényes örököseire szállt. 

## Magyarországon

### A királyi kincstár
A feudális Magyarországon az állam pénzügyeit a tárnokmester, a kincstartó és a kincstár intézték.  A kincstár kettős értelmű volt: egyrészt a kincsek tárházát jelentette, másrészt a királyt mint az állam fejét megillető javak és jövedelmek összességét. Királyi kamaraként (camara regia) is emlegették. 
Különösen aktív pénzügyi politikát folytatott Mátyás király, akinek nagy összegű hadi és egyéb kiadásai fedezésére jelentős mértékű bevételre volt szüksége.

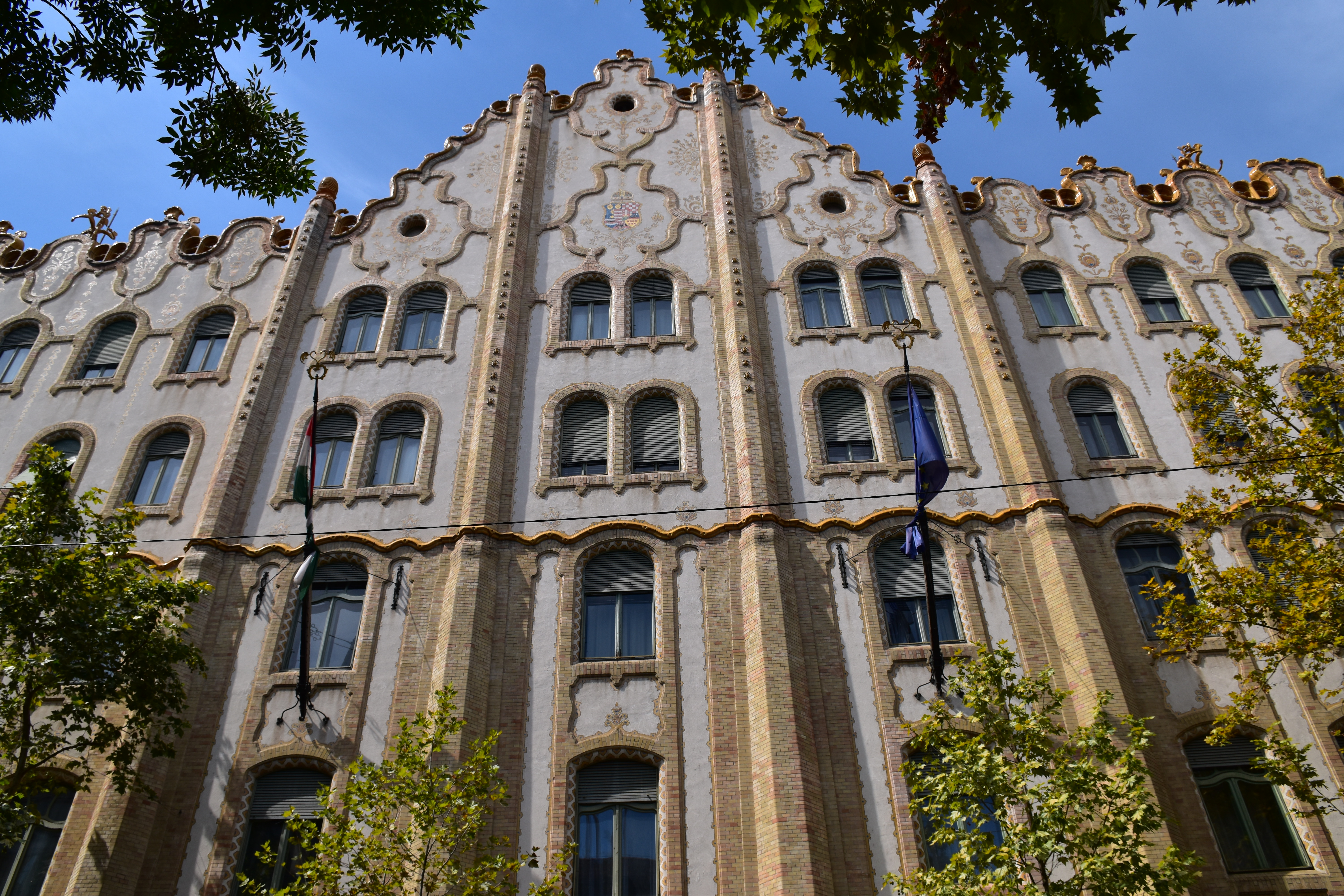
A Magyar Államkincstár épülete 2019-ben

Az államkincstár szerepét a magyar királyok alatt 1848 előtt egyre inkább a királyi kincstár töltötte be.  Szokásos rövidítése a kir. kincstár volt. 
 Gyakran nevezték a latin fiscus elnevezés alapján "fiskusnak". 

## A mai magyar jogban
A mai Magyarországon 1997. január elsejétől a Magyar Államkincstár (közhasználatú nevén a Kincstár) tölti be az államkincstár szerepét. (Hosszú szünet után, 1996-ban hozták létre).
A Kincstár felelős az állami költségvetés végrehajtása során a finanszírozásért, a pénz-forgalomért és az elszámolásokért, továbbá meghatározott adatszolgáltatásokért, a készpénz-, deficit- és államadósság-menedzselésért, valamint az állam által vállalt garanciák, és az általa nyújtott hitelek részletes nyilvántartásáért és kezeléséért. Minthogy közpénzből kifizetéseket teljesíteni csak törvényi felhatalmazás alapján lehet, ezért gondoskodik arról, hogy a közpénzeket arra használják fel, amire a felhatalmazás szól.